# Baroneza (locomotiva)
A Baroneza foi a primeira locomotiva a vapor no Brasil e a única transformada em monumento cultural pelo Instituto do Patrimônio Histórico e Artístico Nacional.

## Histórico
Circulou pela primeira vez em 30 de abril de 1854, com a presença da Comitiva Imperial quando foi inaugurada a E.F. Petropólis num trecho de 14,5 km entre Mauá e Fragoso, fundada por Irineu Evangelista de Sousa, Visconde e Barão de Mauá. Foi no ato de inauguração da primeira ferrovia brasileira que o imperador Pedro II a batizou de Baroneza, em homenagem à esposa do Barão de Mauá, Dona Maria Joaquina, e foi nesta oportunidade também, que o imperador conferiu a Irineu Evangelista de Sousa o título de Barão de Mauá.
A Baroneza, por seu importante papel como pioneira no campo ferroviário do Brasil, transformou-se também em um importante marco da história do ferroviarismo mundial. Foi construída em 1852 pela Willian Fair Bairns & Sons, em Manchester, Inglaterra. No ano seguinte, o Barão de Mauá comprou-a, colocando-a em tráfego no dia 30 de abril de 1853, na E.F. Petrópolis, que Dom Pedro chamou de E.F. Mauá. Originariamente, pertenceu à Companhia de Navegação a Vapor, passando, com a concorrência da E.F. Dom Pedro II, que se tornaria a E.F. Central do Brasil à propriedade da E.F. Príncipe do Grão-Pará, que teve vida efêmera. Foi, finalmente, incorporada ao acervo da extinta The Leopoldina, mais tarde absorvida pela RFFSA.
Após servir ao imperador Pedro II por muitos anos, foi retirada de tráfego em 1884, voltando a serviço algum tempo depois, para transportar um visitante ilustre, o rei Alberto I da Bélgica. É um dos modelos mais antigos de máquina a vapor que se conhece, tendo sido incorporada ao patrimônio nacional em 20 de abril de 1954, data do seu centenário, e desativada em 1957 com o surgimento da RFFSA.

## Características
A Baroneza tem 7,5 m de comprimento, 2,5 m de largura e 3,40 m de altura e pesa cerca de 17 toneladas. Possui duas rodas-guia de 1,29 m e uma roda-motriz de 1,50 m, com cilindros de 0,279m de diâmetro e curso de 381 mm. Tem duas chaminés, um farol e dois estribos. Corria sobres trilhos de bitola indiana (1,676m de largura). Além da beleza dos seus cobres polidos, desperta invulgar interesse por seu valor como peça histórica, pois existem apenas dois exemplares no mundo, um no Brasil e outro na Inglaterra.

## Exposição
A Baroneza está hoje no Museu Ferroviário do Engenho de Dentro, da RFFSA, localizado no Rio de Janeiro.